# Яшин, Юрий Алексеевич
Ю́рий Алексе́евич Я́шин (12 февраля 1930, Ленинград, СССР — 30 июля 2011, Москва) — советский военачальник и российский государственный деятель, генерал армии.

## Начало военной службы
Учился в одной из ленинградских школ. В начале блокады Ленинграда был эвакуирован со школой в Поволжье, где работал в одном из местных колхозов. Вернулся в Ленинград в 1945 году и поступил в артиллерийскую спецшколу в Ленинграде. После её окончания был зачислен в артиллерийское подготовительное училище.
В Советской армии с 1948 года. Окончил 2-е Ленинградское артиллерийское училище в 1950 году. Служил командиром гаубичного взвода в 2-м тяжелом гаубичном артиллерийском полку Прикарпатского военного округа. Довольно скоро, в марте 1951 года, был переведён для дальнейшей службы в одну из первых ракетных частей — 23-ю ракетную бригаду особого назначения на полигоне Капустин Яр в городе Камышин. Служил там заместителем начальника и начальником монтажного отделения, начальником стартового отделения. В 1955 году направлен на учёбу на Высшие курсы усовершенствования и переподготовки офицеров реактивной артиллерии, окончил их в 1957 году и назначен заместителем начальника стартово-технической группы. Затем служил заместителем командира учебной группы в Ростовском военном артиллерийско-инженерном училище.
В 1964 году окончил инженерный факультет Военной академии имени Ф. Э. Дзержинского с золотой медалью. С 1964 года — заместитель командира, с марта 1965 года — командир ракетного полка РВСН СССР на космодроме Плесецк. С июня 1966 года — заместитель командира 59-й ракетной дивизии в городе Карталы Челябинской области. В 1969 году вторично окончил Военную академию имени Ф. Э. Дзержинского, но теперь уже её командный факультет. С июля 1971 года командовал 14-й ракетной дивизией межконтинентальных баллистических ракет (Йошкар-Ола), генерал-майор (14.12.1972).

## На высоких военных должностях
С апреля 1973 года заместитель начальника по научно-исследовательским и опытно-конструкторским работам Главного управления ракетного вооружения в Главном штабе РВСН СССР. С августа 1975 года — начальник 53-го Научно-исследовательного испытательного полигона РВСН в городе Мирный Архангельской области, который ныне известен под наименованием космодром «Плесецк». С 5 июня 1979 года — командующий 50-й ракетной армией в Московском военном округе (штаб в городе Смоленске). С апреля 1981 года — первый заместитель Главнокомандующего Ракетными войсками стратегического назначения СССР. В 1985 году окончил Военную академию Генерального штаба ВС СССР (двумя годами ранее, в 1983 году окончил Высшие академические курсы при ней).
С февраля 1989 года — заместитель Министра обороны СССР — председатель Государственной технической комиссии СССР. Воинское звание генерал армии присвоено указом Президента СССР М. С. Горбачёва от 24 апреля 1991 года. Также он был единственным в советской истории генералом армии — выходцем из РВСН.

## На государственных постах в Российской Федерации

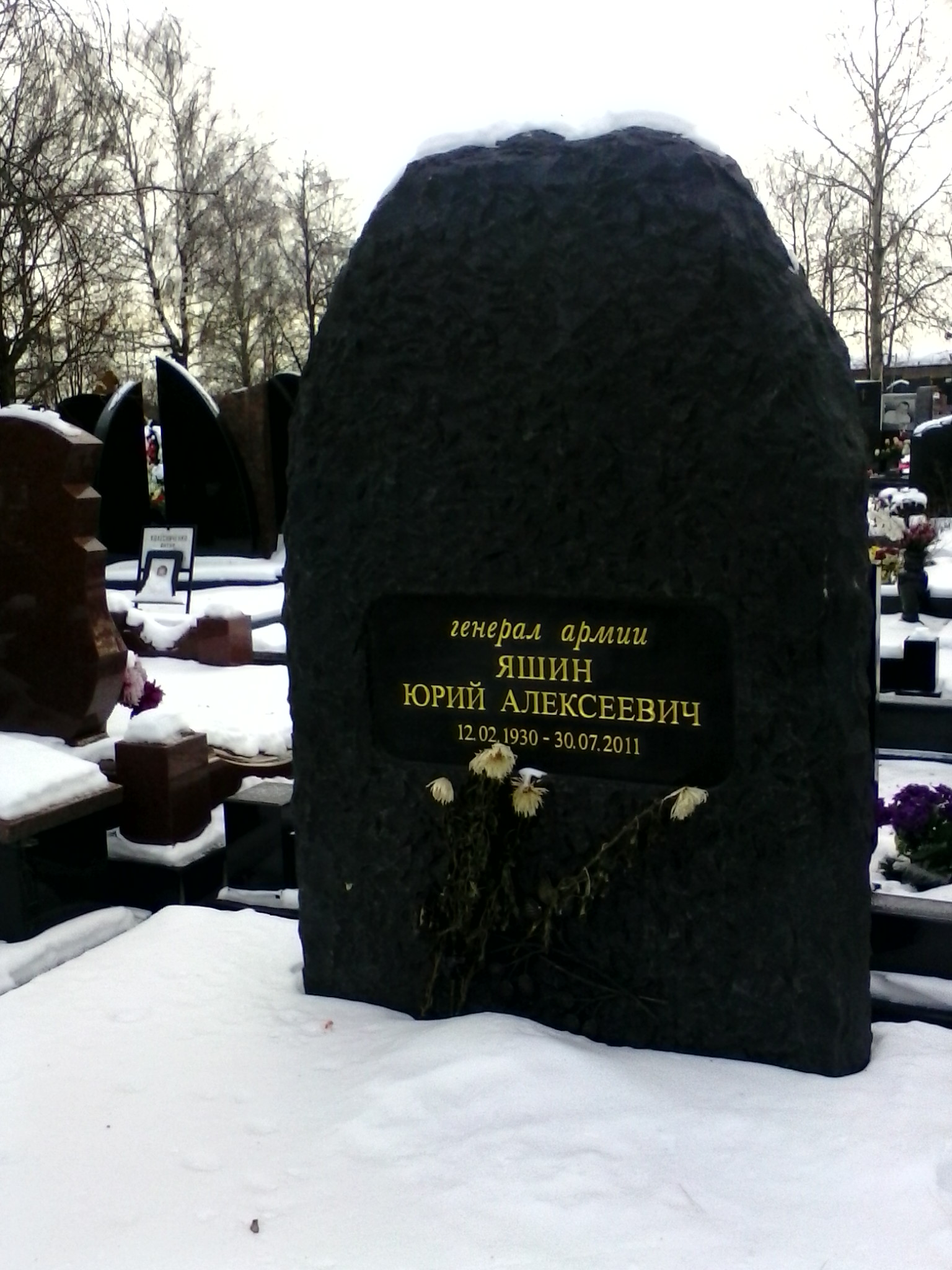
Могила Ю. А. Яшина на Троекуровском кладбище Москвы.

С 5 января 1992 года являлся исполняющим обязанности Председателя, а 18 января 1993 года был назначен Председателем реорганизованной Государственной технической комиссии при Президенте Российской Федерации, роль и статус которой существенно возросли (председатель Комиссии был приравнен к Министру). Из узкоспециализированного военного органа Гостехкомиссия стала федеральным ведомством. С марта 1994 года одновременно был председателем Межведомственной комиссии по защите государственной тайны Российской Федерации. С 1 июня 1998 года — в отставке.
В отставке продолжил работать ведущим научным сотрудником научно-исследовательского отдела Военной академии ракетных войск стратегического назначения имени Петра Великого.
Крупный учёный в ракетно-технической области. Профессор (1990), доктор технических наук (1983). Академик Российской инженерной академии, почётный член Российской академии ракетных и артиллерийских наук, профессор Российской академии космонавтики имени К. Э. Циолковского, с 1993 г. почётный президент Российской академии космонавтики имени К. Э. Циолковского. Член КПСС. Депутат Верховного Совета СССР 11-го созыва (1984—1989).
Жил в Москве. С 1992 года свыше 10 лет был председателем ветеранской организации «Союз ветеранов-ракетчиков». С 1998 года — Генеральный директор АО «Телеком инвест». После создания в 2008 году Службы генеральных инспекторов Министерства обороны Российской Федерации являлся генеральным инспектором Службы до последних дней жизни.
Похоронен на Троекуровском кладбище Москвы, участок 7в.

## Награды
- Орден «За заслуги перед Отечеством» IV степени (17 февраля 1995)— за большой вклад в укрепление национальной безопасности государства[7]
- Орден Почёта (12 февраля 2005)[4]
- Орден Мужества (1998)
- Орден Ленина (1985)
- Орден Октябрьской Революции (1980)
- Орден Красной Звезды (1971)
- Орден «За службу Родине в Вооружённых Силах СССР» II степени (1990)
- Орден «За службу Родине в Вооружённых Силах СССР» III степени (1975)
- Медали СССР, в том числе «За отвагу на пожаре»
- Государственная премия СССР (1977)
- Почётная грамота Правительства Российской Федерации (9.02.2000)[8]
- Почётный гражданин города Мирный

иностранные награды
- Орден «9 сентября 1944 года» II степени с мечами (НРБ, 1985)
- Медаль «Братство по оружию» (ПНР, 1990),
- Медаль «За укрепление дружбы по оружию» (ЧССР, 1985),
- Медаль «30-я годовщина Революционных Вооружённых сил Кубы» (Куба, 1986),
- Медаль «60 лет Вооружённым силам МНР» (МНР, 1981)
- Медаль «100 лет со дня рождения Георгия Димитрова» (НРБ, 1982)
- Медаль «1300 лет Болгарии» (НРБ, 1982)